# Kimsta
Kimsta är en ort i Skånela socken i Sigtuna kommun i Stockholms län, belägen sydöst om Arlanda. Delar av bebyggelsen klassades till och med 2000 som en småort med namnet Kimsta (norra delen). Vid 2015 års småortsavgränsning återfanns här åter en småort.